# Europese kampioenschappen kyokushin karate dames 2019 (WKB)
De Europese kampioenschappen kyokushin karate voor dames 2019 waren door de World Kyokushin Budokai (WKB) georganiseerde kampioenschappen voor kyokushinkai karateka's. De derde editie van de Europese kampioenschappen vond voor de dames plaats in het Poolse Dębica van 23 tot 24 november 2019. Het EK voor de heren vond plaats in het Spaanse Lorca.

## Resultaten
| Gewichtsklasse | Goud            | Zilver          | Brons                   |
| -------------- | --------------- | --------------- | ----------------------- |
| -55kg          | Agnieszka Winek | Stefania Gklara | Klaudia Lidak           |
| -60kg          | Anna Wiatrowska | Samantha Karim  | Agata Wielgosz-Domańska |
| -65kg          | Anna Szczuka    | Amber Lindblom  | Natalia Kondeusz        |
| +65kg          | Julia Gibek     | Ewa Tracz       | Julia Szreiter          |